# اسکار دیکه
اسکار دیکه (انگلیسی: Oskar Deecke؛ زادهٔ ۱۶ مه ۱۹۸۶) بازیکن هاکی روی چمن اهل آلمان است.
وی همچنین برندهٔ جوایزی همچون برگ بوی نقره‌ای شده‌است.
وی در مسابقات کشوری و بین‌المللی در مجموع برندهٔ ۶ مدال طلا، ۵ مدال نقره شده‌است.